# Analiza jednowymiarowa
Analiza jednowymiarowa – najprostszy przypadek w analizie statystycznej, dotyczący jednej próby lub osobnego rozpatrywania prób.
W zakres analizy jednowymiarowej wchodzą:
- estymacja punktowa i przedziałowa parametrów rozkładu,
- weryfikacja hipotez dotyczących parametrów rozkładu,
- ocena losowości pobrania próby,
- ocena normalności rozkładu,
- wyznaczanie centyli,
- eliminacja błędów grubych,
- zastępowanie elementów brakujących średnią, medianą lub modą.